# Mycetophila subnigrofusca
Mycetophila subnigrofusca är en tvåvingeart som beskrevs av Zaitzev 1998. Mycetophila subnigrofusca ingår i släktet Mycetophila och familjen svampmyggor. Inga underarter finns listade i Catalogue of Life.